# Карасик, Владимир Моисеевич
Влади́мир Моисе́евич Кара́сик (12 (24) августа 1894, Самара — 14 июня 1964, Ленинград) — советский фармаколог, токсиколог, доктор медицинских наук, профессор, академик АМН СССР (1960).
Организатор и первый заведующий кафедрой фармакологии Ленинградского педиатрического медицинского института (1934—1964).
Потомственный почётный гражданин Российской империи, житель блокадного Ленинграда, подполковник медицинской службы.

## Биография
Родился в семье врача, потомственного почётного гражданина иудейского вероисповедания Моисея Абрамовича Карасика (1849—1937) и его жены Веры Владимировны (урождённой Тейтель, 1866—1954). Отец после окончания в 1877 году медицинского факультета, в должности младшего лекаря участвовал в Русско-турецкой войне. Позже осел в Самаре, работал в Водолечебнице, а также частнопрактикующим врачом. После Октябрьской революции переехал в Москву, где занимал должность врача-терапевта и невролога Новинской лечебницы.
В 1912 году Владимир Карасик с серебряной медалью окончил 1-ю Самарскую классическую мужскую гимназию и поступил на медицинский факультет Императорского Казанского университета. В студенческие годы увлекся исследовательской работой на кафедре патологической анатомии профессора Ф. Я. Чистовича и кафедре гистологии профессора Д. А. Тимофеева. Одновременно в клинике нервных болезней В. М. Карасик работал под руководством профессора Л. О. Даркшевича. Большое влияние на Владимира Моисеевича в те годы оказал профессор кафедры фармакологии В. Н. Болдырев.
В 1916 году, окончив с отличием университет, В. М. Карасик был выпущен лекарем. Поскольку шла Первая мировая война, он сразу получил назначение младшим врачом в Действующую армию. Воевать пришлось на Кавказском фронте (5-я горная батарея 4-й Кавказской стрелковой артиллерийской бригады 6-го Кавказского армейского корпуса), в составе которого участвовал в боях против турок в районе города Эрзурум.
В годы Гражданской войны, с апреля 1918 года В. М. Карасик служил в должности старшего врача военно-санитарного поезда сначала на Восточном, а с 1919 года — на Туркестанском фронтах. В 1921 году был откомандирован в Наркомздрав, где при нервно-психиатрической секции в течение года заведовал эвакуацией душевнобольных красноармейцев. В 1924 году после перенесённого сыпного тифа Владимир Моисеевич был направлен в Ленинград младшим врачом Высшей военной электротехнической школы комсостава РККА. В этой должности он оставался до 1930 года.

Профессор В. М. Карасик (2-й слева) рядом с учителем профессором А. А. Лихачёвым (1-й слева). Выпускной альбом 1-го ЛМИ 1933—1937 гг.

В это же время, начиная с 1922 года, после избрания ассистентом кафедры фармакологии 1-го Ленинградского медицинского института В. М. Карасик занялся научной и преподавательской деятельностью. Руководил кафедрой заслуженный деятель науки, профессор Алексей Алексеевич Лихачёв, ставший Владимиру Моисеевичу учителем и другом на очень долгие годы.
В 1931 году профессор А. А. Лихачёв поручил Владимиру Моисеевичу подготовить специальный курс под названием «токсикологии боевых отравляющих веществ». Уже на следующий год этот курс стал основанием для создания в институте самостоятельной кафедры токсикологии, которую в звании приват-доцента возглавил В. М. Карасик.
В условиях возникших опасений возможного массового применения в предстоящей войне отравляющих веществ, в те же годы руководство СССР приняло решение об организации в стране научных токсикологических центров. В 1935 году Санитарно-химический институт (позже переименованного в Институт токсикологии) был открыт в Ленинграде. В нём Владимир Моисеевич, оставаясь сотрудником 1-го ЛМИ, возглавил одну из ведущих лабораторий — экспериментальной терапии.
В 1935 году приказом Наркомздрава РСФСР № 1105 от 21 октября В. М. Карасику без защиты диссертации, по совокупности научных работ была присуждена ученая степень доктора медицинских наук с одновременным присвоением ученого звания профессора. Вслед за этим в марте 1936 года он был утвержден в должности заведующего кафедрой фармакологии только что образованного Ленинградского педиатрического медицинского института, на которую был избран ещё в 1934 году.
С началом в 1939 году войны с Финляндией на В. М. Карасика были возложены обязанности консультанта по вопросам токсикологии Санотдела Ленинградского военного округа и Краснознаменного Балтийского флота. В той же должности консультанта Санотдела, только Ленинградского фронта Владимир Моисеевич оказался и 1941 году, сразу после начала Великой Отечественной войны. При этом ни в 1939 году, ни позже в 1941 году В. М. Карасик не оставлял руководство своей кафедрой в ЛПМИ.

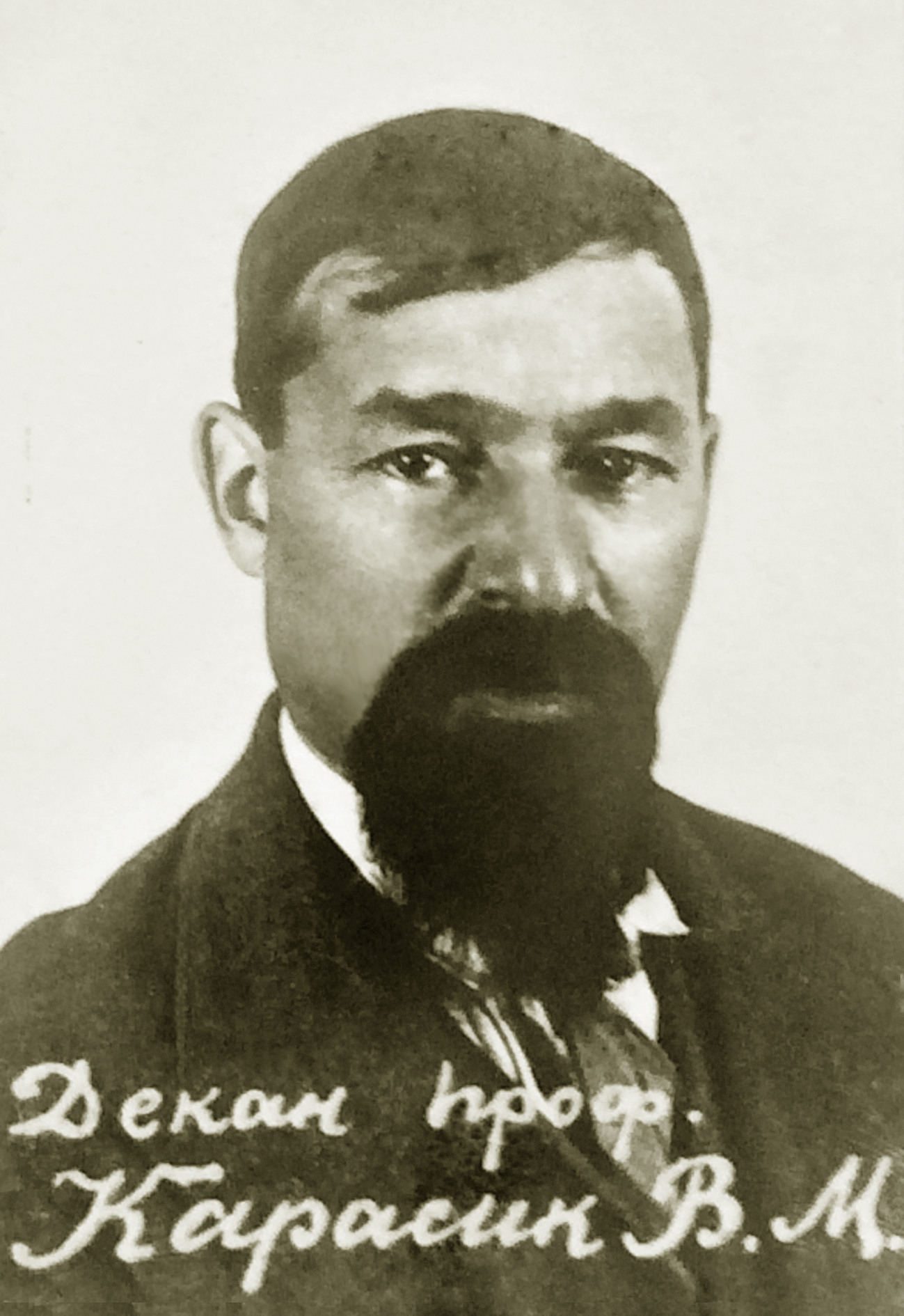
Проф. В. М. Карасик.1940 г.

В начале апреля 1942 года вместе с группой преподавателей и студентов В. М. Карасик по льду Ладожского озера выехал из осажденного Ленинграда. Инициатива эвакуации принадлежала правительству СССР, которое приняло решение об организации в Кисловодске филиала 1-го ЛМИ
Сотрудники вновь образованного института не проработали и трёх месяцев, как война докатилась до Северного Кавказа. Перед самой оккупацией В. М. Карасик успел покинуть Кисловодск, где он, к счастью находился без семьи, и тем самым избежал участи, выпавшей на долю многих его коллег-евреев. Так, в Кисловодске была жестоко замучена фашистами сотрудница ЛПМИ, доцент Зинаида Осиповна Мичник. По свидетельству дочери, Владимир Моисеевич выбрался из Кисловодска пешком и сначала оказался в Баку, откуда уже выехал в Самарканд. Здесь в течение трёх месяцев он заведовал кафедрой фармакологии в местном медицинском институте, на базе которого расположилась эвакуированная из Ленинграда Военно-медицинская академия имени С. М. Кирова. В декабре 1942 года В. М. Карасик был призван на действительную службу и назначен консультантом-токсикологом санотдела Московской зоны обороны.
В июне 1943 года, выйдя в запас, Владимир Моисеевич был назначен заведующим фармакологическим отделом Всесоюзного института экспериментальной медицины им. А. М. Горького, переведенного в Москву из Ленинграда ещё в 1934 году. Через год, с 1 сентября 1944 года, в связи с прекращением деятельности института в Москве, В. М. Карасик оставил свою должность и вернулся в Ленинград, где вновь возглавил кафедру фармакологии в педиатрическом медицинском институте. Через 2 года, 28 октября 1946 года общее собрание Академии медицинских наук СССР избрало Владимира Моисеевича Карасика своим членом-корреспондентом, а в 1960 году — академиком.
Осенью 1955 года подписал так называемое "письмо трёхсот", ставшее впоследствии причиной отставки Т. Д. Лысенко с поста президента ВАСХНИЛ.
В должности заведующего кафедрой фармакологии ЛПМИ Владимир Моисеевич оставался до последнего дня жизни. Одновременно, с 1948 года по 1960 год он заведовал лабораторий общей фармакологии при отделе фармакологии Ленинградского института экспериментальной медицины.
Академик Владимир Моисеевич Карасик скончался 14 июня 1964 года и был похоронен на Богословском кладбище в Ленинграде.

## Семья

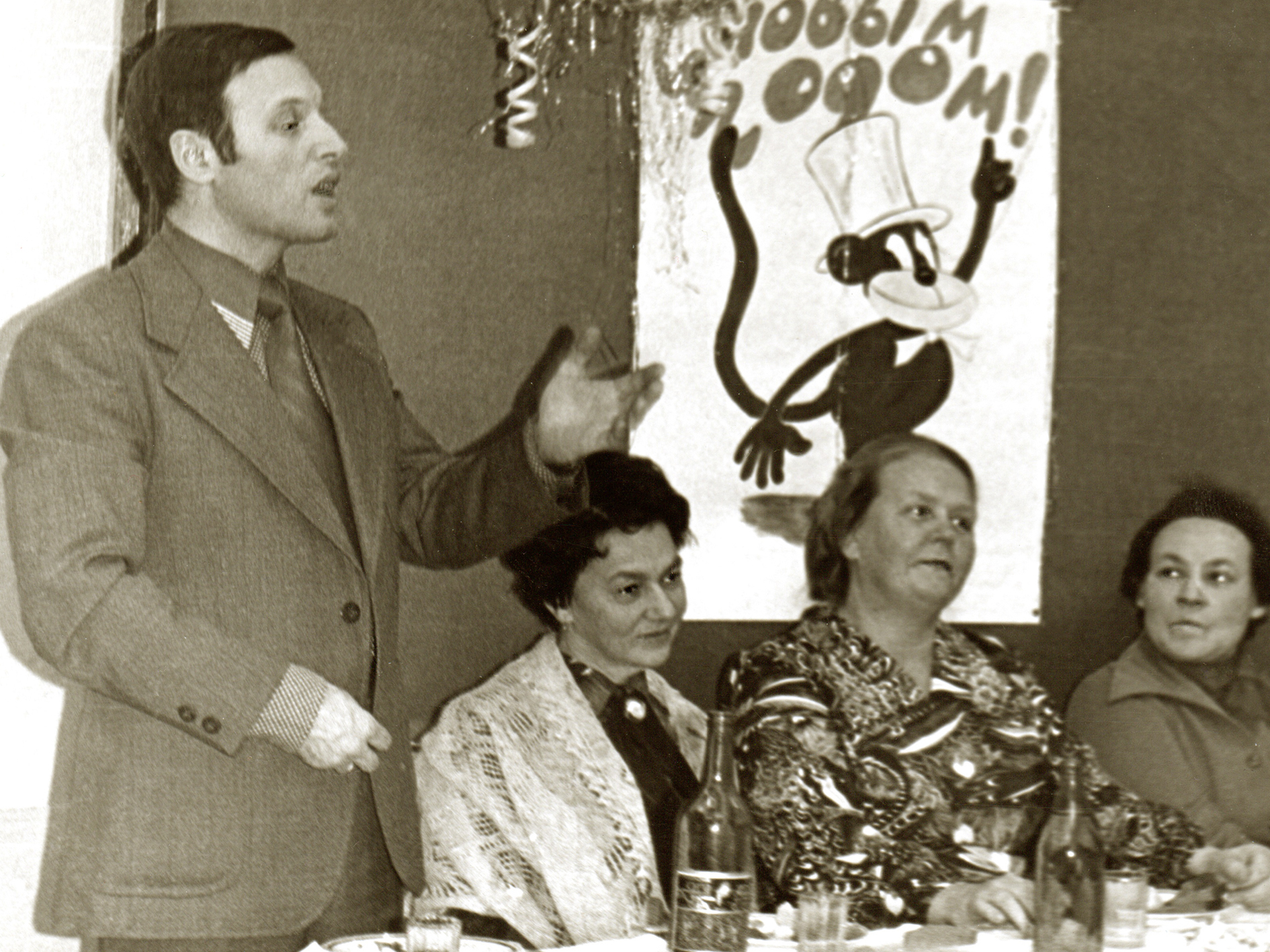
Дочь академика В. М. Карасика Т. В. Кольцова (2-я слева) в гостях на кафедре своего отца среди его учеников: проф. В. А. Гуселя (слева), проф. И. В. Марковой (справа) и д.м.н. А. И. Подлесной (крайняя справа). Декабрь 1979 г.

- Жена — Елена Михайловна Кольцова (1894—1965), врач-лаборант Ленинградского Института гигиены труда и профессиональных заболеваний[20], позже — института им. Г. И. Турнера[21].

- Сын — Владимир Владимирович Кольцов (род. 1927)
- Дочь — Татьяна Владимировна Кольцова (род. 1930)

- Брат — Александр Моисеевич Карасик (1895 или 1896 — ?), участник русского анархистского движения; проживал в Москве, арестовывался в 1919 и в 1921 годах[22][23][24].
- Брат — Дмитрий Моисеевич Карасик, проживал в Ленинграде, репрессирован в 1950 году.
- Сёстры — Зинаида (1897), Ольга (1900).
- Дядя (брат матери) — Аркадий Вольфович Тейтель, присяжный поверенный в Самаре.
- Дед (отец матери ) — Тейтель Владимир Исаевич (1810-1913) приходился двоюродным братом Якова Львовича Тейтеля[25].

Могила Карасика на Богословском кладбище Санкт-Петербурга.

## Научный вклад
- Возглавив в 1934 году кафедру фармакологии Ленинградского педиатрического медицинского института, В. М. Карасик, по существу, стал основоположником возрастной фармакологии. Сам Владимир Моисеевич на этот счёт писал следующее:

«В основу научной проблематики кафедры мною положено изучение фармакологических реакций в периоде развития организма, а равно изучение половых различий в реактивности организма по отношению к лекарствам и ядам…»— Отчет о работе В. А. Карасика за 1934-1947 гг.
 В работах, посвященных этому направлению, он обосновал методы рационального дозирования лекарственных средств в педиатрической практике.
- Одним из первых руководителей у себя на кафедре В. М. Карасик создал студенческое научное общество (СНО). Участников СНО он всегда рассматривал в качестве своего главного кадрового резерва. Достаточно сказать, что подавляющее большинство аспирантов и преподавателей кафедры (П. Я. Дяблова, А. М. Русанов, Н. В. Богоявленская, И. В. Маркова, Н. В. Ускова, А. В. Лозовская, В. С. Фёдоров, В. А. Гусель и др.) начинали свой путь в науке именно в СНО.
- Владимир Моисеевич стал автором уникальной методологии преподавания казалось бы такой «сухой» дисциплины, как фармакология. Образность и наглядность были введены им в постоянную практику построения лекционного курса и практических занятий. Впервые для неклинической кафедры он стал иллюстрировать свои лекции анализом конкретных случаев применения тех или иных лекарственных средств в клинической практике. Тем самым В. И. Карасик заложил основы такой дисциплины, как клиническая фармакология[26]. Очевидно, что неслучайно первая кафедра педиатрической клинической фармакологии была создана именно в ЛПМИ бывшими участниками СНО кафедры фармакологии, профессором-фармакологом В. А. Гуселем и профессором-педиатром А. Д. Зисельсоном.
- Исследовательская деятельность В. М. Карасика отличается весьма широким диапазоном. Все его работы посвящены вопросам фармакологии и токсикологии. Друг и ближайший коллега Владимира Моисеевича академик АМН СССР С. В. Аничков охарактеризовал их следующим образом (с сокращениями):

— Работы по изучению конкурентных отношений между веществами, свойственными организму и чуждыми ему. В этой группе работ показано, что синергизм является столь же закономерным вариантом конкурентных отношений, как антагонизм, и предложено толкование происхождения этого варианта, основанное на данных биохимического содержания…
— Работы по изучению обмена макроэргических соединений мышцы и выяснению роли подавления синтеза этих соединений в возникновении процессов нервного и мышечного возбуждения, а равно в возникновении посмертного окоченения…
— Работы по фармакологии нервно-мышечных синапсов, в которых изучалось взаимоотношение между двумя участниками возникновения и распространения возбуждения — ацетилхолином и ионами калия. В этих работах впервые была показана возможность дифференцированного фармакологического воздействия на реактивность мышцы к названным агентам…
— Группа работ по изучению выносливости к фармакологическим агентам в различных стадиях постнатального развития животных. Эта группа работ (главным образом диссертационных) устанавливает, что выносливость разных возрастов к различным лекарствам меняется неоднозначно: к одним лекарствам ранние возрасты более, а к другим менее выносливы, и выносливость эта, по мере развития организма, может попеременно повышаться и понижаться…
— Группа работ по изучению проблемы обезвреживания в организме различных ядов при помощи противоядий. В. М. Карасиком в ряде опубликованных работ, выполненных им самим и под его руководством было открыто обезвреживание ядов группы:
* фосгена при помощи уротропина;
* сульфидов и фторидов при помощи метгемоглобинобразователей;
* столбнячного токсина при помощи меркаптосоединений и др…— Академик Владимир Моисеевич Карасик — фармаколог и токсиколог / под ред. Н. П. Лапина. — ЛПМИ, 1994. — 84 с.
- Особую серию работ В. М. Карасика составили более тридцати токсикологических исследований оборонного содержания, не публиковавшиеся в открытой научной литературе. Они были выполнены по заказу Военно-химического управления РККА и имели большое практическое значение. Все эти работы получили высокую оценку компетентных учреждений.
- Под руководством В. М. Карасика подготовлено 5 докторов и 22 кандидата медицинских наук.

## Печатные работы
В. М. Карасик опубликовал свыше 120 научных работ по общей и возрастной фармакологии и токсикологии:
- Карасик В. М. Брюшные рефлексы у лягушки и их состояния при стрихнинном отравлении. — Русск. физиол. журнал., 1924, № 6. — 86 с.
- Карасик В. М. Рефлекс кожной мышцы живота у лягушки и особенности его рефлексогенной зоны. — Русск. физиол. журнал., 1924, № 6. — 103 с.
- Карасик В. М. Применение ОВ в борьбе с вредителями. / в сб. Доброхим. — 1924. — 161 с.
- Карасик В. М. Рецензия на книгу А. Н. Черкеса «Патология и терапия отравления боевыми ядами». — Журн. усоверш. врачей, 1925, № 7-8. — 441 с.
- Карасик В. М. Роль инкрета в функции инкретирующего органа. — Ленингр. мед. журн., 1926, № 5. — 113 с.
- Карасик В. М. О ферментативных свойствах фермента предстательной железы. / тр. II Всесоюзн. съезда физиологов. — Л., 1926. — 194 с.
- Карасик В. М. К фармакологии синильной кислоты у холоднокровных. Роль легочного и кожного дыхания в поалении венозной крови при отравлении синильной кислотой. — Русск. физиол. журнал, 1928, № 4-5. — Т. 11. — 287 с.
- Карасик В. М. Действие некоторых физических и фармакологических факторов на окислительные процессы в условиях отравления синильной кислотой. — Русск. физиол. журнал., 1928, № 4-5. — Т. 11. — 339 с.
- Карасик В. М. К учению о диспноэ у холоднокровных. Действие синильной кислоты на дыхание лягушки. — Русск. физиол. журнал., 1930, № 4-5. — Т. 13. — 325 с.

Продолжение списка научных работ
- Карасик В. М. О перинейральных лимфатических пространствах, как путях рассасывания мозговых кровоизлияний у лягушки. — Berichte d. Gesellschaft russ. Physiol. nem J. Setschenov,, 1950, № 4.
- Карасик В. М. Рецензия на книгу проф. В. Глинчикова «Клиника и терапия поражений боевыми ОВ». — Центр, мед. журн., 1931, № 2. — Т. VII. — 259 с.
- Карасик В. М. Роль солей кальция в профилактике и терапии токсического отека легких. / в сб. Медсанвопросы противохимической защиты. — 1932, № 1. — 88 с.
- Карасик В. М. О токсикологическом анализе заболеваний, вызываемых боевыми отравляющими веществами. — 1933, № 1. — Т. 1. — 199 с.
- Карасик В. М. К методике регистрации дыхательных движений у экспериментальных животных. — Труды ВИЭМ, 1933, № 11. — Т. 1. — 199 с.
- Карасик В. М. Характеристика научной деятельности проф. А. А. Лихачёва (редакционная статья). — Физиол. журн. СССР, 1933, № 6. — Т. 16. — 857 с.
- Карасик В. М. К учению о диспноэ у холоднокровных. Сообщение. — Физиол. журн. СССР, 1934, № 3. — Т. 17. — 600 с.
- Карасик В. М. Влияние острого и хронического отравления уксуснокислым триэтилсвинцом на половой цикл мыши. (По опытам Е. С. Тумановой). — Бюлл. ВИЭМ, 1934, № 3-4. — Т. 17. — 55 с.
- Карасик В. М. Биологические реакции метгемоглобина и его значение в обезвреживании ядов. — Физиол. журн. СССР, 1935, № 2. — Т. 19. — 575 с.
- Карасик В. М. Дача сахара в целях профилактики отравлений синильной кислотой. / в сб. Проблемы применения нейтрализующих веществ в профилактике производственных отравлений. — Тр. Ленингр. ин-та организации и охраны труда., 1935. — Т. IV. — 51 с.
- Карасик В. М. Отравление синильной кислотой и цианидами как образец химически обезвреживаемого токсического процесса. — Протоколы Ленингр. химич. об-ва, 1936. — Т. IV. — 58 с.
- Карасик В. М. Отравление азидом натрия и его обезвреживание при помощи противоядий. — Протоколы Ленингр. химич. об-ва, 1937. — Т. V. — 58 с.
- Карасик В. М. Случай отравления шести подростков клубнями водяного омега. — Сов. врач. журн., 1937, № 2. — 138 с.
- Карасик В. М. Применение метгемоглобинобразующих веществ в борьбе с отравлениями. — Сов. врач. журн., 1937, № 14. — 1051 с.
- Карасик В. М. Пути и задачи фармакологии и токсикологии. — Сов. врач. журн., 1937, № 24. — 1845 с.
- Карасик В. М. Исторический очерк учения о противоядиях. — Природа, 1939, № 7. — 89 с.
- Карасик В. М. Рецензия на книгу А. Ф. Гаммерман. Руководство фармакогнозии. — Сов. врач. журн., 1939, № 1. — 67 с.
- Карасик В. М. Некролог. Д. А. Каменский. — Сов. врач. журн., 1939, № 3-4. — 239 с.
- Карасик В. М. Учение о противоядиях в его историческом развитии. — Сов. врач. журн., 1940, № 3-4. — 262 и 250 с.
- Карасик В. М. Проблемы обезвреживания БОВ при помощи противоядия. / в сб. 1-го ЛМИ. — Л., 1940. — 10 с.
- Карасик В. М. Выносливость белых мышей к кислородному голоданию токсического происхождения в различных периодах роста (по опытам В. С. Вайля). — Бюлл. экспер. биол. и мед., 1940, № 3. — Т. 10. — 206 с.
- https://vivaldi.nlr.ru/ab000001920/view#page=115 Архивная копия от 9 августа 2016 на Wayback Machine
- Карасик В. М. О синэргизме противоядий при цианидном отравлении (по опытам О. П. Острейко и Н. А. Хараузова). — Фармакол. и токсикол., 1943, № 2. — Т. VI. — 55 с.
- Карасик В. М. О сочетанием введении нитрита и тиосульфата при цианидном отравлении. — Фармакол. и токсикол., 1943, № 2. — Т. VI. — 56 с.
- Карасик В. М. О роли тиосульфатов и ацетатов в обезвреживании ядов. — Фармакол. и токсикол., 1943, № 5. — Т. VI. — 43 с.
- Карасик В. М. О курареподобном параличе, вызываемом карбохолином. — Бюлл. экспер. биол. и мед., 1943, № 6. — 74 с.
- Карасик В. М. О тельцах Гейнца и действии алкалоидов на красную кровь. — Фармакол. и токсикол., 1944, № 3. — Т. 7. — 25 с.
- Карасик В. М. Кривые индивидуальной чувствительности в фармакологическом анализе. — Усп. совр. биол., 1944, № 1. — Т. 17. — 71 с.
- Карасик В. М. Об аналогах йод-азидной реакции (к учению о серном катализе). — Журн. общ. химии, 1944, № 9-10. — Т. 13. — 920 с.
- Карасик В. М. О конкурентных отношениях в фармакологических реакциях. — Усп. совр. биол., 1945, № 2. — Т. 20. — 129 с.
- Карасик В. М. Жизнь и труды А. А. Лихачёва. — Физиол. журн. СССР, 1945, № 1-2. — Т. 31. — 5 с.
- Карасик В. М. Фармакологическая характеристика холинергических и адренергических структур. — Усп. совр. биол., 1946, № 1. — Т. 21.
- Карасик В. М. Рецензия на книгу Н. В. Лазарева, Неэлектролиты. Опыт биолого-физико-химической их систематики. — Физиол. журн. СССР, 1946, № 5. — 665 с.
- Карасик В. М. Фармакологический анализ автоматии. — Физиол. журн. СССР, 1947, № 4. — 463 с.
- Карасик В. М. О роли лекарства в лечебном эффекте. — Сов. врач, журн., 1947, № 5. — 10 с.
- Карасик В. М. Проблемы возрастной фармакологии. / Юбил. сб. трудов ЛПМИ. — Л., 1947. — 166 с.
- Карасик В. М. Кафедра токсикологии. Краткий исторический очерк. / в сб.: 50 лет 1-го Ленингр. мед. ин-та. — Л., 1947. — 213 с.
- Карасик В. М. Диспноэтическая реакция у лягушки, вызванная курарным параличом дыхательной мускулатуры. — 26: Бюлл. экспер. биол. и мед., 1948, № 3. — 229 с.
- Карасик В. М. Рецензия на статью А. И. Венчикова «Действие концентраций, лежащих ниже порога возбуждения физиологических барьеров». — Фармакол. и токсикол., 1948, № 5. — 58 с.
- Карасик В. М., Аничков С. В., Кузнецов А. И., Лазарев Н. В. Рецензия на кн. В. И. Скворцова «Курс фармакологии». — Фармакол. и токсикол., 1948, № 6. — Т. 11. — 56 с.
- Карасик В. М. Механизм действия сульфаниламидных препаратов. / Тезисы докл. первой научн. сессии отд. клинич. мед. АМН СССР. — Изд. АМН СССР, 1948. — 23 с.
- Карасик В. М. Проблема специфичности в реакциях холинергических и адренергических структур. / Тез. докл. совещания по вопросам передачи нервного импульса, изд. АН СССР. — Изд. АМН СССР, 1948. — 18 с.
- Карасик В. М. Успехи учения о противоядиях. В сб. XXV-летия Ленинградской Скорой помощи. — Л., 1949. — 32 с.
- Карасик В. М. Значение дозы и концентрации в конкурентных эффектах лекарств и ядов. / Тез. докл. конф., посвящ. 25-летию со дня смерти Н. П. Кравкова. — Л., 1949.
- Карасик В. М. Роль биохимических представлений в современной фармакологии. / VII Всесоюзн. съезд физиологов, биохимиков и фармакологов. — Изд. АМН СССР, 1949, № 2. — 949 с.
- Карасик В. М. И. П. Павлов о значении экспериментальной терапии. — Фармакол. и токсикол., 1951, № 1. — 10 с.
- Карасик В. М. Рецензия на книгу Е. Ю. Шасса и Я. И. Майзелиса «Синонимы лекарственных препаратов». — Вест. АМН СССР, 1952, № 4. — 61 с.
- Карасик В. М. Рецензия на книгу Е. Ю. Шасса и Я. И. Майзелиса «Синонимы лекарственных препаратов». — Вест. АМН СССР, 1952, № 4. — 61 с.
- Карасик В. М. О влиянии ядов, нарушающих дыхательное фосфорилирование, на функцию двигательных нервных окончаний. / в сб.: Фармакология новых лекарственных средств. — Л.: Мед-гиз, 1953. — 151 с.
- Карасик В. М. О справочниках первой помощи при отравлениях. — Фармакол. и токсикол., 1953, № 2. — 50 с.
- Карасик В. М. Фармакологический анализ посмертного окоченения в различных стадиях онтогенеза. / Тез. IV научн. сессии ЛПМИ. — 1953. — 33 с.
- Карасик В. М. Конкурентное торможение. — БСЭ, 1954. — Т. 22.
- Карасик В. М. Рецензия на «Учебник фармакологии» С. В. Аничкова и М. Л. Беленького. — Фармакол. и токсикол., 1955, № 1. — Т. 18. — 51 с.
- Карасик В. М. О роли лекарства в лечебном эффекте. — Здравоохр. Белоруссии, 1955, № 7. — 72 с.
- Карасик В. М. Физиологические показатели, характеризующие токсические нарушения баланса макроэргических соединений. / Тез. докл. VIII Всесоюзн. съезда физиологов, биохимиков и фармакологов. — Здравоохр. Белоруссии, 1955. — 283 с.
- Карасик В. М. Зависимость реактивности организма к фармакологическим агентам от состояния пластического обмена веществ. — Физиол. журн. СССР, 1956, № 2. — Т. 16. — 159 с.
- Карасик В. М. «Канон врачебной науки» и системы лекарственной терапии в старой медицине. Прилож. к второй книге «Канона врачебной науки» Ибн. Сины. — Ташкент: Изд. АН УзССР, 1956.
- Карасик В. М. К учению о конкурентных отношениях между чуждыми и свойственными организму веществами. / Ежегодник ИЭМ АМН СССР. — изд. АМН СССР, 1956. — 153 с.
- Карасик В. М. К истории учения о связи между химическим составом и строением лекарств и ядов и их действием на организм. — Вести. АМН СССР, 1957, № 3. — 56 с.
- Карасик В. М. О новом гомеопатическом руководстве. Рецензия на кн. Гранникова Т. А. «Краткое руководство по гомеопатии». — Л., 1956.
- Карасик В. М. Сравнительная характеристика фармакологических воздействий на эфферентную и афферентную функции рефлекторной дуги. / Матер. к VIII годичн, научн. сессии ЛПМИ. — 1957. — 87 с.
- Карасик В. М. Постоянство внутренней среды организма и реактивность его к фармакологическим агентам в ранних стадиях онтогенеза. / Ежегодник ИЭМ АМН СССР. — 1957. — 244 с.
- Карасик В. М. Успехи учения о противоядиях. — Вестн. АМН СССР, 1958, № 6. — 22 с.
- Карасик В. М. Сорокалетие Ленинградского физиологического общества им. И. М. Сеченова. / в сб.: Итоги и пути развития некоторых разделов экспериментальной медицины. — Л., 1958. — 43 с.
- Карасик В. М. Биохимические основы фармакологического действия. / в сб.: Успехи биологической химии. — М.: изд. АН СССР, 1958, № 3. — 315 с.
- Карасик В. М. Обмен макроэргов и фармакологические эффекты. / в сб.: Фосфорилирование и функция. — Л., 1958. — 39 с.
- Карасик В. М. Судьба симптоматической терапии в истории медицины. — Вестн. АМН СССР, 1959, № 6. — 88 с.
- Карасик В. М. О возможности фармакологического воздействия на протеид, резервирующий ацетилхолин в холинергических структурах. / Ежегодник ИЭМ АМН СССР. — Л., 1958. — 197 с.
- Карасик В. М. Проблема изыскания противоядий дифференцированного действия среди меркаптосоединений. / в сб.: Тиоловые соединения в медицине. — Киев, 1959. — 111 с.
- Карасик В. М. О различии структур скелетной мышцы, реагирующих на ионы калия и на ацетилхолин. / в кн.: Вопросы цитологии и общей физиологии. АН СССР. — 1960. — 59 с.
- Карасик В. М. Лекарственные средства. — М.: БМЭ 2-е изд., 1960. — Т. 15.
- Карасик В. М. Возрастная фармакология. / в кн.: Руководство по фармакологии, гл. VIII. — М.: Медгиз, 1961. — 86 с.
- Карасик В. М. Бромиды. / в кн.: Руководство по фармакологии. — Л., 1961. — Т. 1. — 316 с.
- Карасик В. М. Противоядия. / в кн.: Руководство по фармакологии. — Л., 1961. — Т. 2. — 436 с.
- Карасик В. М. Прошлое и настоящее фармакологии. Краткий исторический очерк фармакологических и фармакотерапевтических воззрений. / в кн.: Руководство по фармакологии. — 1961. — Т. 2. — 453 с.
- Карасик В. М. Отравления. — М.: БМЭ, 1961. — Т. 22.
- Карасик В. М. Профессор Ф. Я. Чистович. (К 90-летию со дня рождения). — Казанск. мед. журн., 1961, № 3. — 68 с.
- Карасик В. М. О посмертном окоченении скелетной мускулатуры у новорожденных животных. / Материалы 2-й Поволжской конференции физиологов, биохимиков и фармакологов. — Изд. Казанск. ун-та, 1961.
- Карасик В. М. Первая помощь при острых медикаментозных и бытовых отравлениях. / в кн.: Календарь врача. — Медгиз, 1962.
- Карасик В. М. С. В. Аничков. (К 70-летию со дня рождения). — Фармакол. и токсикол., 1962, № 3. — 379 с.
- Карасик В. М. Отравления. / в кн.: Руководство по внутренним болезням. — М., 1963. — Т. 10, кн. 1. — 7 с.
- Карасик В. М. О содержании основных терминов общей фармакологии. / Вопросы общей и возрастной фармакологии. — Л.: Медицина, 1965. — Т. 1. — 50 с.
- Карасик В. М., Шабад Л. М. Некоторые монометрические наблюдения над периферической сосудистой системой после остановки сердца. / Тр. II Всесоюзн. съезда физиологов. — Л., 1926. — 59 с.
- Карасик В. М., Петрунькина А. М., Петрунькин М. Л. О присоединении кураре к белкам и о роли рН в этом процессе. — Арх. биол. наук, 1928, № 4. — Т. 28. — 44 с.
- Карасик В. М., Лихачёв М. М. Первая помощь при несчастных случаях в лабораториях. / пер. с англ. с измен, и доп. — Л., 1930.
- Карасик В. М., Лихачёв М. М. О связи между химической природой и биологической активностью дигидроокиси метил-фенарсазина и ее производных. — Докл. АН СССР, 1934. — Т. IV. — 161 с.
- Карасик В. М., Лихачёв М. М. О связи между химической природой и биологической активностью дигидроокиси метилдифе-ниларсина и ее производных. — Докл. АН СССР, 1934. — Т. IV. — 1 с.
- Карасик В. М., Лихачёв М. М. Влияние некоторых красителей на токсические процессы. — Бюлл. ВИЭМ, 1934, № 8-9. — Т. IV. — 47 с.
- Карасик В. М., Лихачёв М. М. Упрощенный метод токсикологиче-ческого эксперимента с газо- и парообразными веществами. — Физиол. журн. СССР, 1934, № 1. — Т. 16. — 207 с.
- Карасик В. М., Линденбратен Д. С., Лохов Д. Д. Рентгенологическое и патологоанатомическое исследование адреналинового отека легких. — Арх. биол. наук, 1934, № 1. — Т. 37. — 331 с.
- Карасик В. М., Шелоханова В. Е. Азотистокислый натрий, как противоядие при отравлении сероводородом. — Физиол. журн. СССР, 1935, № 3. — Т. 18. — 498 с.
- Карасик В. М., Лихачёв М. М. Сравнительная биологическая активность ароматических и гетероциклических арсониевых оснований. — Докл. АН СССР, 1936, № 7. — Т. IV. — 309 с.
- Карасик В. М., Лихачёв М. М. Влияние аниона солей гидроокиси диметилфеназарсония на их биологическую активность. — Докл. АН СССР, 1936, № 7. — Т. IV. — 311 с.
- Карасик В. М., Острейко О. П., Хараузов Н. А. К учению о дозах. — Фармакол..и токсикол., 1941, № 2. — Т. IV. — 69 с.
- Карасик В. М., Тихонова Е. С. О холинонегативном действии новокаина. — Фармакол..и токсикол., 1941, № 2. — Т. IV. — 16 с.
- Карасик В. М., Клебанова А. А. Исследования по обезвреживанию цианидов. К характеристике ферментного роданообразования. — Фармакол..и токсикол., 1943, № 2. — Т. VI. — 53 с.
- Карасик В. М., Клебанова А. А. О роли кальцийного иона в тиосульфатном эффекте. — Фармакол..и токсикол., 1943, № 2. — Т. VI. — 54 с.
- Карасик В. М., Вейс Р. А. О центральном и периферическом антагонизме между кураре и простигмином. — Физиол. журн. СССР, 1947, № 2. — 229 с.
- Карасик В. М., Коновалова Р. А. О замене атропина левовращающим гиосциамином в медицинской и ветеринарной практике. — Фармакол. и токсикол., 1948, № 6. — 40 с.
- Карасик В. М., Немчинская В. Л. Газометрические исследования йодазидной и йодбикарбонатной реакции. — Жури. общ. химии, 1948, № 7. — Т. 18. — 1228 с.
- Карасик В. М., Лутовинова Н. Ю. О влиянии изомеров камфары на прижизненную окраску ядерных эритроцитов. / в сб. статей памяти акад. А. А. Заварзина. — Изд. АН СССР, 1948. — 508 с.
- Карасик В. М., Лихачёв А. А., Мессель М. А., Тушинский М. Д. Первая помощь при острых отравлениях. / Изд. 4. — Л., 1949.
- Карасик В. М., Исаченко В. Б. Об ацетилхолиновом торможении скелетной мышцы. — Фармакол. и токсикол., 1953, № 2. — 12 с.
- Карасик В. М., Козлова Н. А. О ритмической деятельности мышцы пиявки, вызываемой вератрином. — Фармакол. и токсикол., 1954, № 2. — Т. 17. — 44 с.
- Карасик В. М., Маркова И. В. Гиперкинез, вызываемый барбитуратами как модель для экспериментальной терапии двигательных расстройств. / Тез. докл. 5-й годичн. сессии ЛПМИ. — Л., 1954. — 39 с.
- Карасик В. М., Маркова И. В. Влияние морфина и его эфиров на гиперкинез, вызываемый барбитуратами. — Бюлл. экспер. биол. и мед., 1956, № 11. — 33 с.
- Карасик В. М., Аничков С. В., Лазарев Н. В. Рецензия на «Сборник инструкций по применению лекарственных препаратов». — Фармакол. и токсикол., 1956, № 6. — 52 с.
- Карасик В. М., Морева Е. В., Подлесная А. И. Влияние динитрофенола на содержание макроэргических соединений в скелетных мышцах при посмертном окоченении. — Ежегодник ИЭМ АМН СССР, 1957. — 257 с.
- Карасик В. М., Морева Е. В. О влиянии наркотиков на холинергическое возбуждение тонической скелетной мышцы.. — Ежегодник ИЭМ АМН СССР, 1957, № 3. — 193 с.
- Карасик В. М., Суздальская И. Рецензия на книгу Д. Н. Насонова «Местная реакция протоплазмы и распространяющееся возбуждение». — Физиол. журн. СССР, 1960, № 3. — 368 с.
- Карасик В. М., Осипова С. В. Значение баланса макроэргических соединений в деятельности дыхательного центра. — Бюлл. экспер. биол. и мед., 1961, № 4. — 3 с.
- Karassik W. M. Haut reflexe auf die Rumpfmuskulatur bei Rana temporaria. Pflugers. — Archiv fur die gesamte Physiologie, 1924. — Т. 204. — 549—560 с.
- Karassik W. M. Ober die fermentativen Eigenschaften des Prostatasekrets in Zusammenhang mit der Bedeutung der Prostata in der Spermatozoenbewe gung. — Zeitschrift fur die gesamte Experimented Medizin, 1926. — Т. 53. — 734—737 с.
- Karassik W. M. Pharmakologie des HCN bei Kaltblutern. Naunyn-Schmiedeberg's. — Archiv fur experimented Pathologie und Pharmakologie, 1928. — Т. 132. — 205—213 с.
- Karassik W. M., Petrunkina A., Petrunkin M. Ober die Verbingung von Curare mit einigen Eiweisstoffen und Farbstoffen und die Abhangigkeit dieses Prozesses vom pH. — Biochemische Zeitschrift, 1928, № 1-3. — Т. 210. — 70—75 с.
- Karassik V., Chelokhanova V. Le nitrite de sodium antidote de l'hydrogene sulfure. — Comptes rendus de la Societe de Biologie, 1935. — Т. 118. — 23—25 с.
- Karassik V., Rochkov V., Winogradova O. Role preventif des agents methemoglobinisants (nitrite de soude) dans l'intoxication par les fluorures. — Comptes rendus de la Societe de Biologie, 1935, № 23. — Т. 119. — 807—809 с.

## Общественная деятельность
- Член учёного совета ЛПМИ;
- Декан ЛПМИ;
- Член Правления Ленинградского филиала Всесоюзного физиологического общества (1933—1961)
- Член Центрального совета Всесоюзного общества физиологов, биохимиков и фармакологов (с 1947 г.);
- Редактор фармакологического отдела «Советского врачебного журнала» (1936—1942);
- Редактор фармакологического отдела во 2-м издании Большой медицинской энциклопедии;
- внештатный консультант-токсиколог Ленгорздравотдела (1944—1960);
- Член Всесоюзного общества по распространению политических и научных знаний (позже — общество «Знание») (с 1947 г.).

Владимир Моисеевич Карасик оказался среди тех советских учёных, кто в октябре 1955 года, то есть ещё до осуждения культа личности Сталина, отважился присоедиться к «Письму трёхсот», содержащее критику взглядов Т. Д. Лысенко  и направленное против лысенковщины.

## Награды
- Медаль «За оборону Ленинграда» (1943)
- Медаль «За победу над Германией в Великой Отечественной войне 1941—1945 гг.»;
- Медаль «За доблестный труд в Великой Отечественной войне 1941—1945 гг.» (1946)
- Значок «Отличнику здравоохранения»

## Адреса в Ленинграде
ул. Скороходова, д. 29.